# كاظم آباد (مقاطعة دلفان)
كاظم‌آباد (بالفارسية: کاظم‌آباد) هي قرية تقع في قسم ميربغ الشمالي الريفي (مقاطعة دلفان) في إيران. يقدر عدد سكانها بـ 50 نسمة .